# Следствие по делото на гражданина извън всякакво подозрение
„Следствие по делото на гражданина извън всякакво подозрение“ (на италиански: Indagine su un cittadino al di sopra di ogni sospetto) е италиански филм от 1970 година, трилър със сатирични елементи на режисьора Елио Петри по негов сценарий в съавторство с Уго Пиро. Главните роли се изпълняват от Джан Мария Волонте и Флоринда Болкан.

## Сюжет
В деня на повишението си в началник на Политическия отдел в полицията на Рим служител на обществената сигурност с псевдоним „Докторът“ (чието име не се споменава през цялото времетраене на филма и който е идентифициран като Убиеца във фазата на сценария), до онази сутрин началник на Отдела за убийства, убива любовницата си Августа Терци в апартамента ѝ с бръснарско ножче. В същото време осъзнава неспособността си да изпълнява възложените му официални функции и играе странна игра с колегите си. Умишлено оставя множество следи на местопрестъплението, като се опитва да доведе следствието до истинския убиец.
Единственият свидетел – младият анархист Антонио Паче отказва да даде показания по идеологически причини. В крайна сметка Докторът пише покаятелно писмо до ръководството и очаква арест. В очакване да го арестуват в апартамента му той има унес-сън в който колегите го принуждават да подпише „признание за собствената си невинност“. Когато се събужда вижда, че те идват за него.
В оригинала филмът завършва с цитат от романа на Франц Кафка „Процесът“: „Каквото и да ни се струва, той е служител на закона, което означава, че е замесен в закона, което означава, че не е обект на човешка преценка“.

## В ролите
| Изпълнител         | Роля            |
| ------------------ | --------------- |
| Джан Мария Волонте | Доторе          |
| Флоринда Болкан    | Аугуста Терци   |
| Джани Сантучо      | Комисар         |
| Орацио Орландо     | Бригадир Биля   |
| Серджо Трамонти    | Антонио Паче    |
| Артуро Доминичи    | Мангани         |
| Алдо Рендине       | Никола Панунцио |
| Масимо Фоски       | Марито Терци    |
| Алека Пайци        | Икономка        |

## Награди и номинации
- 1970 Награда Гран при на Кан филмов фестивал
- 1970 Приз ФИПРЕСИ на Кан филмов фестивал
- 1970 Награда „Давид на Донатело“ за най-добър филм – Марина Чикония и Даниеле Сенаторе
- 1970 Награда „Давид на Донатело“ за най-добър актьор – Джан Мария Волонте
- 1971 Награда „Оскар за най-добър международен филм“
- 1971 номинация „Златен глобус за най-добър чуждестранен филм“
- 1971 Награда „Сребърна лента“ за най-добър режисьор – Елио Петри
- 1971 Награда „Сребърна лента“ за най-добър оригинален сценарий – Елио Петри и Уго Пиро
- 1971 Награда „Сребърна лента“ за най-добър актьор – Джан Мария Волонте
- 1971 номинация „Сребърна лента“ за най-добър продуцент – Марина Чикония и Даниеле Сенаторе
- 1971 номинация „Сребърна лента“ за най-добър сценарий – Марина Чикония и Даниеле Сенаторе
- 1971 Награда „Едгар Алан По“ за най-добър художествен филм – Елио Петри и Уго Пиро
- 1971 Награда „Юси“ за най-добър чуждестранен филм
- 1972 номинация „Оскар за най-добър оригинален сценарий“ – Елио Петри и Уго Пиро